# Bebeto
José Roberto Gama de Oliveira, más conocido como Bebeto (Salvador de Bahía, 16 de febrero de 1964), es un exfutbolista brasileño. El mote de Bebeto le viene de su cara de niño. 
Jugaba en la posición de delantero centro, siendo características las carreras cortas y los regates. Aun siendo diestro, podía rematar con ambas piernas.

## Biografía

### Inicios
Debutó como futbolista en el Vitória de Bahía. En 1982 fue traspasado al Flamengo, donde coincidió con Zico y Sócrates. Con este equipo, lograría el Brasileirão de 1983 y dos campeonatos cariocas. Tras seis temporadas en el Flamengo, en 1988 es traspasado al Vasco de Gama. En su primer año con este equipo, logra el campeonato brasileño de 1989 y es elegido mejor jugador sudamericano del año. En 1992 finalizó como máximo anotador de la serie A brasileña con dieciocho goles.

### Deportivo de La Coruña
En verano de 1992 llega a España para jugar en el Deportivo de La Coruña donde llegó a lo más alto de su carrera, siendo pichichi en la temporada 92-93 y siendo el primer jugador de la historia de la liga que marcó a todos los equipos del campeonato en una temporada, convirtiéndose en un ídolo de la afición y abanderando al super-Dépor.
Era un jugador de aspecto frágil, pero mortal de necesidad dentro del área, donde no perdonaba si su marcador le daba unos pocos centímetros para preparar el disparo. Listo como muy pocos, rápido de cabeza y de movimientos, y muy oportunista. Dominaba prácticamente todas las suertes en el remate a puerta, además de una gran calidad técnica que le permitía regatear con brillantez, lanzar libres directos a las escuadras y crear mucho peligro en sus incursiones con el balón controlado arrancando desde la media punta, las cuales solía culminar con un espectacular autopase por detrás de su tacón que descoloca al defensa y le habilitaba para disparar a puerta o asistir a un compañero. Bebeto fue sin duda el jugador más idolatrado por la afición deportivista. 
Con el Deportivo de La Coruña, marcó 102 goles en 154 partidos durante cuatro temporadas (92-93 a 95-96). Consiguió el trofeo Pichichi en 1993 con 29 goles (el primero en la historia del equipo coruñés). Además, es uno de los pocos jugadores que ha conseguido anotar cinco goles en un partido de la primera división española, registro que logró el 1 de octubre de 1995 en un partido frente el Albacete (marcando cuatro goles en seis minutos, récord que aún perdura). Sobre su paso en el Deportivo declaró:

El Deportivo es una cosa aparte. Allí, gracias a Dios, yo hice historia, marqué una época en el club.(...) El pueblo tenía un reconocimiento muy grande por mí.(...)Iba a pasar tres años, pero por todo eso me quedé cinco. (…) Volví recientemente allí, después de diez años, por la conmemoración del centenario del Deportivo. Fui recibido con mucha fiesta, tuve que desfilar por las calles, di la vuelta olímpica al estadio, me llevaron a hombros. (...)Fue todo maravilloso. Aquel equipo era muy fuerte. Hicimos feliz a mucha gente, fue entonces cuando empezó el super-Dépor. La gente hasta hoy nos tiene reconocimiento, por todo el trabajo que hicimos”

Algunos le han achacado que no asumiera una mayor responsabilidad en la temporada 93-94 el día en que el Deportivo se jugaba la Liga en el último partido, contra el Valencia CF. Pocos minutos antes del final, el árbitro señaló un penalti provocado por Nando a favor del Deportivo. El habitual lanzador, Donato, había sido sustituido unos minutos antes y hay gente que creyó que a Bebeto le correspondía tirarlo, ya que él era el segundo lanzador del equipo. Pero Bebeto había fallado semanas antes un penalti y los nervios pudieron con él. El penalti fue tirado por Djukic, el cual falló, y la Liga la ganó el FC Barcelona.
Bebeto volvió a jugar en el estadio municipal de Riazor en el partido conmemoratorio del centenario del Deportivo de La Coruña en septiembre de 2006, anotando dos goles y saliendo a hombros del estadio bajo el cántico Bebeto eres Dios, repetido por un abarrotado Riazor durante todo el encuentro.

### Retirada
Después de abandonar el Deportivo de La Coruña su carrera fue errática, pasando por Flamengo, Sevilla —donde solo jugó cinco partidos—, Vitória, Cruzeiro, Botafogo, Toros Neza, donde jugó solamente ocho partidos con el equipo mexicano, Kashima Antlers y Al-Ittihad en un período de seis años. Tras retirarse como futbolista profesional en 2002, Bebeto se convirtió en representante de jugadores brasileños y también financia escuelas de fútbol.

## Selección nacional
Su debut como internacional absoluto fue el 28 de abril de 1985 en el partido Brasil 0-1 Perú y su primer gol con la amarelha fue el 10 de mayo de 1989 en el partido Perú 1-4 Brasil. Curiosamente contra el mismo equipo que en su debut. Fue internacional con la selección de fútbol de Brasil en ciento doce ocasiones, marcando cincuenta y cinco goles. Con las juveniles, fue campeón mundial en México 1983 y obtuvo la medalla de plata en los Juegos Olímpicos de Seúl en 1988. Además, fue el máximo goleador en los Juegos Olímpicos de Atlanta 1996 con seis tantos junto al argentino Hernán Crespo.
Participó en los mundiales de 1990, 1994 y 1998, proclamándose campeón con Brasil en el de 1994 celebrado en Estados Unidos, en el que anotó 3 goles (algunos decisivos, como el que marcó a Estados Unidos en octavos) y en el que formó pareja atacante junto a Romário, con quien compartió también la delantera del Scratch que logró la Copa América 1989. En el Mundial de Francia 98, fue la pareja de ataque de brasileño Ronaldo (tras la no convocatoria de Romário) logrando marcar tres goles y ayudando a Brasil a llegar a la final.

### Participaciones en fases finales
| Fase                                   | Sede           | Resultado        | PJ | Goles |
| -------------------------------------- | -------------- | ---------------- | -- | ----- |
| Copa Mundial de Fútbol Juvenil de 1983 | México         | Campeón          | 5  | 1     |
| Copa América 1989                      | Brasil         | Campeón          | 6  | 6     |
| Juegos Olímpicos de 1988               | Corea del Sur  | Subcampeón       | 6  | 2     |
| Copa Mundial de Fútbol de 1990         | Italia         | Octavos de final | 1  | 0     |
| Copa Mundial de Fútbol de 1994         | Estados Unidos | Campeón          | 7  | 3     |
| Copa FIFA Confederaciones 1997         | Arabia Saudita | Campeón          | 2  | 0     |
| Juegos Olímpicos de 1996               | Estados Unidos | Tercer puesto    | 6  | 6     |
| Copa Mundial de Fútbol de 1998         | Francia        | Subcampeón       | 7  | 3     |

## Estadísticas
Datos actualizados al fin de la carrera deportiva.
| Vitória · Brasil |               |               |     |     |     |     |    |    |    |     |     |      |      |
| 1.ª | 1982          | -             | -   | 1   | 1   | -   | -  | -  | -  | 1   | 1   | 1.00 |      |
| 1.ª | 1997          | 8             | 8   | 2   | 10  | 5   | 0  | -  | -  | 20  | 18  | 0.90 |      |
| 1.ª | 2000          | 2             | 0   | 1   | 0   | -   | -  | -  | -  | 3   | 0   | 0.00 |      |
| Total club | Total club    | 10            | 8   | 4   | 11  | 5   | 0  | 0  | 0  | 24  | 19  | 0.79 |      |
| Flamengo · Brasil |               |               |     |     |     |     |    |    |    |     |     |      |      |
| 1.ª | 1983          | 2             | 0   | 3   | 1   | -   | -  | -  | -  | 5   | 1   | 0.20 |      |
| 1.ª | 1984          | 11            | 5   | 24  | 5   | -   | -  | 7  | 4  | 42  | 14  | 0.33 |      |
| 1.ª | 1985          | 22            | 9   | 19  | 10  | -   | -  | -  | -  | 41  | 19  | 0.46 |      |
| 1.ª | 1986          | 15            | 4   | 23  | 17  | -   | -  | -  | -  | 38  | 21  | 0.55 |      |
| 1.ª | 1987          | 14            | 6   | 15  | 1   | -   | -  | -  | -  | 29  | 7   | 0.24 |      |
| 1.ª | 1988          | 14            | 9   | 25  | 17  | -   | -  | 3  | 2  | 42  | 28  | 0.67 |      |
| 1.ª | 1989          | -             | -   | 23  | 18  | -   | -  | -  | -  | 23  | 18  | 0.78 |      |
| 1.ª | 1996          | 14            | 7   | -   | -   | -   | -  | 4  | 0  | 18  | 7   | 0.39 |      |
| Total club | Total club    | 92            | 40  | 132 | 69  | 0   | 0  | 14 | 6  | 238 | 115 | 0.48 |      |
| Vasco Da Gama · Brasil |               |               |     |     |     |     |    |    |    |     |     |      |      |
| 1.ª | 1989          | 12            | 6   | -   | -   | -   | -  | -  | -  | 12  | 6   | 0.50 |      |
| 1.ª | 1990          | 8             | 1   | 19  | 9   | 1   | 0  | 5  | 1  | 33  | 11  | 0.33 |      |
| 1.ª | 1991          | 8             | 3   | 30  | 18  | 2   | 0  | -  | -  | 40  | 21  | 0.52 |      |
| 1.ª | 1992          | 25            | 18  | 5   | 3   | -   | -  | -  | -  | 30  | 21  | 0.70 |      |
| 1.ª | 2001          | 8             | 2   | -   | -   | -   | -  | -  | -  | 8   | 2   | 0.25 |      |
| Total club | Total club    | 61            | 30  | 54  | 30  | 3   | 0  | 5  | 1  | 123 | 61  | 0.49 |      |
| Deportivo · España |               |               |     |     |     |     |    |    |    |     |     |      |      |
| 1.ª | 1992-93       | 37            | 29  | -   | -   | 1   | 0  | -  | -  | 38  | 29  | 0.76 |      |
| 1.ª | 1993-94       | 34            | 16  | -   | -   | 1   | 0  | 4  | 3  | 39  | 19  | 0.48 |      |
| 1.ª | 1994-95       | 26            | 16  | -   | -   | 5   | 2  | 3  | 4  | 34  | 22  | 0.64 |      |
| 1.ª | 1995-96       | 34            | 25  | -   | -   | 4   | 1  | 5  | 6  | 43  | 35  | 0.81 |      |
| Total club | Total club    | 131           | 86  | 0   | 0   | 11  | 3  | 12 | 13 | 151 | 101 | 0.66 |      |
| Sevilla · España |               |               |     |     |     |     |    |    |    |     |     |      |      |
| 1.ª | 1996-97       | 5             | 0   | -   | -   | 1   | 0  | -  | -  | 6   | 0   | 0.00 |      |
| Total club | Total club    | 5             | 0   | 0   | 0   | 1   | 0  | 0  | 0  | 6   | 0   | 0.00 |      |
| Cruzeiro · Brasil |               |               |     |     |     |     |    |    |    |     |     |      |      |
| 1.ª | 1997          | -             | -   | -   | -   | -   | -  | 1  | 0  | 1   | 0   | 0.00 |      |
| Total club | Total club    | 0             | 0   | 0   | 0   | 0   | 0  | 1  | 0  | 1   | 0   | 0.00 |      |
| Botafogo · Brasil |               |               |     |     |     |     |    |    |    |     |     |      |      |
| 1.ª | 1998          | 17            | 9   | 8   | 8   | -   | -  | -  | -  | 25  | 17  | 0.68 |      |
| 1.ª | 1999          | 7             | 3   | 5   | 7   | -   | -  | -  | -  | 12  | 10  | 0.83 |      |
| Total club | Total club    | 24            | 12  | 13  | 15  | 0   | 0  | 0  | 0  | 37  | 27  | 0.72 |      |
| Kashima Antlers Japón |               |               |     |     |     |     |    |    |    |     |     |      |      |
| 1.ª | 2000          | 8             | 1   | -   | -   | -   | -  | -  | -  | 8   | 1   | 0.12 |      |
| Total club | Total club    | 8             | 1   | 0   | 0   | 0   | 0  | 0  | 0  | 8   | 1   | 0.12 |      |
| Toros Neza · México |               |               |     |     |     |     |    |    |    |     |     |      |      |
| 1.ª | I-2000        | 8             | 2   | -   | -   | -   | -  | -  | -  | 8   | 2   | 0.25 |      |
| Total club | Total club    | 8             | 2   | 0   | 0   | 0   | 0  | 0  | 0  | 8   | 2   | 0.25 |      |
| Ittihad Arabia Saudita |               |               |     |     |     |     |    |    |    |     |     |      |      |
| 1.ª | 2002-03       | 5             | 1   | -   | -   | -   | -  | -  | -  | 5   | 1   | 0.20 |      |
| Total club | Total club    | 5             | 1   | 0   | 0   | 0   | 0  | 0  | 0  | 5   | 1   | 0.20 |      |
| Total carrera | Total carrera | Total carrera | 344 | 180 | 203 | 125 | 20 | 3  | 32 | 20  | 601 | 328  | 0.55 |
| (1) Incluye datos del Campeonato Baiano, Campeonato Carioca. (2) Incluye datos de la Supercopa de Brasil, Copa de Brasil, Copa del Rey, Supercopa de España. (3) Incluye datos de la Copa Libertadores, Supercopa Sudamericana, Copa UEFA, Recopa de Europa, Copa Intercontinental. (4) No se consideran goles en encuentros amistosos. |               |               |     |     |     |     |    |    |    |     |     |      |      |

### Selección nacional
| Selección       | Año   | Amistoso | Amistoso | Eliminatorias | Eliminatorias | Copa América | Copa América | Copa Confederaciones | Copa Confederaciones | Mundial | Mundial | Total | Total |
| Selección       | Año   | PJ       | G        | PJ            | G             | PJ           | G            | PJ                   | G                    | PJ      | G       | PJ    | G     |
| --------------- | ----- | -------- | -------- | ------------- | ------------- | ------------ | ------------ | -------------------- | -------------------- | ------- | ------- | ----- | ----- |
| Brasil · Brasil | 1985  | 6        | 0        | -             | -             | -            | -            | -                    | -                    | -       | -       | 6     | 0     |
| Brasil · Brasil | 1989  | 7        | 2        | 4             | 2             | 7            | 6            | -                    | -                    | -       | -       | 18    | 10    |
| Brasil · Brasil | 1990  | 2        | 0        | -             | -             | -            | -            | -                    | -                    | 1       | 0       | 3     | 0     |
| Brasil · Brasil | 1991  | 5        | 0        | -             | -             | -            | -            | -                    | -                    | -       | -       | 5     | 0     |
| Brasil · Brasil | 1992  | 8        | 7        | -             | -             | -            | -            | -                    | -                    | -       | -       | 8     | 7     |
| Brasil · Brasil | 1993  | 2        | 1        | 7             | 5             | -            | -            | -                    | -                    | -       | -       | 9     | 6     |
| Brasil · Brasil | 1994  | 4        | 5        | -             | -             | -            | -            | -                    | -                    | 7       | 3       | 11    | 10    |
| Brasil · Brasil | 1995  | 2        | 2        | -             | -             | -            | -            | -                    | -                    | -       | -       | 2     | 2     |
| Brasil · Brasil | 1996  | 2        | 3        | -             | -             | -            | -            | -                    | -                    | -       | -       | 2     | 3     |
| Brasil · Brasil | 1997  | 1        | 1        | -             | -             | -            | -            | 2                    | 0                    | -       | -       | 3     | 1     |
| Brasil · Brasil | 1998  | 2        | 0        | -             | -             | -            | -            | -                    | -                    | 7       | 3       | 9     | 3     |
| Total           | Total | 41       | 21       | 11            | 7             | 7            | 6            | 2                    | 0                    | 15      | 6       | 76    | 40    |

## Palmarés

### Campeonatos regionales
| Título             | Equipo        | País           | Año  |
| ------------------ | ------------- | -------------- | ---- |
| Taça Río           | Flamengo      | Río de Janeiro | 1983 |
| Taça Guanabara     | Flamengo      | Río de Janeiro | 1984 |
| Taça Río           | Flamengo      | Río de Janeiro | 1985 |
| Taça Río           | Flamengo      | Río de Janeiro | 1985 |
| Campeonato Carioca | Flamengo      | Río de Janeiro | 1986 |
| Taça Guanabara     | Flamengo      | Río de Janeiro | 1988 |
| Taça Guanabara     | Flamengo      | Río de Janeiro | 1989 |
| Taça Guanabara     | Vasco de Gama | Río de Janeiro | 1990 |
| Copa Río           | Vasco de Gama | Río de Janeiro | 1992 |

### Campeonatos nacionales
| Título               | Equipo                 | País   | Año  |
| -------------------- | ---------------------- | ------ | ---- |
| Campeonato Brasileño | Flamengo               | Brasil | 1983 |
| Campeonato Brasileño | Vasco de Gama          | Brasil | 1989 |
| Copa del Rey         | Deportivo de La Coruña | España | 1995 |
| Supercopa de España  | Deportivo de La Coruña | España | 1995 |

### Campeonatos internacionales
| Título                 | Equipo              | País           | Año  |
| ---------------------- | ------------------- | -------------- | ---- |
| Copa Mundial Juvenil   | Selección de Brasil | Brasil         | 1983 |
| Juegos Olímpicos       | Selección de Brasil | Corea del Sur  | 1988 |
| Copa América           | Selección de Brasil | Brasil         | 1989 |
| Copa Mundial de Fútbol | Selección de Brasil | Brasil         | 1994 |
| Juegos Olímpicos       | Selección de Brasil | Estados Unidos | 1996 |
| Copa Confederaciones   | Selección de Brasil | Brasil         | 1997 |

### Distinciones individuales
| Distinción                                                 | Año  |
| ---------------------------------------------------------- | ---- |
| Futbolista sudamericano del año                            | 1989 |
| Incluido en el Equipo Ideal de América                     | 1989 |
| Máximo goleador del Campeonato Brasileño (dieciocho goles) | 1992 |
| Trofeo Pichichi (veintinueve goles)                        | 1993 |

| Predecesor: Rubén Paz | Futbolista del año en Sudamérica 1989 | Sucesor: Raúl Vicente Amarilla |